# İkipınar, Meram
İkipınar là một xã thuộc quận Meram, tỉnh Konya, Thổ Nhĩ Kỳ. Dân số thời điểm năm 2011 là 132 người.